# Granskärs ören, Vasa
Granskärs ören är öar i Finland. De ligger i Norra kvarken och i kommunen Vasa i den ekonomiska regionen  Vasa i landskapet Österbotten, i den västra delen av landet. Öarna ligger nära Vasa och omkring 380 kilometer nordväst om Helsingfors.
Arean för den av öarna koordinaterna pekar på är 6 hektar och dess största längd är 340 meter i nord-sydlig riktning.